# Raymond Toujas
Pas d'image ? Cliquez ici

a Compétitions nationales et continentales officielles uniquement.

b Matchs officiels uniquement.
Raymond Toujas, né le 23 juillet 1945 à Gruissan, est un joueur de rugby à XIII évoluant au poste d'arrière, de demi de mêlée ou de centre dans les années 1960, 1970 et 1980.
Il joue au cours de sa carrière pour l'AS Carcassonne remportant la Coupe de France en 1972 et 1976 ainsi que la Coupe de France en 1968 et 1977.
Fort de ses performances en club, il est sélectionné en équipe de France et compte cinq sélections prenant part à la Coupe du monde 1972.

## Palmarès
- Collectif :
  - Vainqueur du Coupe de France : 1972 et 1976 (Carcassonne)
  - Vainqueur de la Coupe de France : 1968 et 1977 (Carcassonne).
  - Finaliste du Coupe de France : 1968, 1977 et 1979 (Carcassonne).
  - Finaliste de la Coupe de France : 1973, 1979 et 1980 (Carcassonne)

### Détails en sélection de rugby à XIII
| 1. | 30 novembre 1968  | Grande-Bretagne  | 10-34 | Test-match     | Arrière | - | - | - | - |
| 2. | 6 février 1972    | Grande-Bretagne  | 9-10  | Test-match     | Arrière | - | - | - | - |
| 3. | 28 octobre 1972   | Nouvelle-Zélande | 20-9  | Coupe du monde | Arrière | - | - | - | - |
| 4. | 1er novembre 1972 | Grande-Bretagne  | 4-13  | Coupe du monde | Arrière | - | - | - | - |
| 5. | 5 novembre 1972   | Australie        | 9-31  | Coupe du monde | Arrière | - | - | - | - |